# 中固镇
中固镇，是中华人民共和国辽宁省铁岭市开原市下辖的一个乡镇级行政单位。

## 行政区划
中固镇下辖以下地区：
中固村、北腰堡村、石旺沟村、梅家寨村、赵家沟村、王广福村、西地村、新屯村、梁家台村、小白庙子村、大白庙子村、沙河子村、清水沟子村、孟家寨村、沙河堡村和开原中固工业园区社区。

## 交通
京哈铁路：中固站